# バイムレック
バイムレック（Bimelech、1937年 - 1966年）は、アメリカ合衆国のサラブレッドの競走馬、および種牡馬。1940年のアメリカクラシック二冠馬で、のちの1990年にアメリカ競馬殿堂入りを果たした。

## 経歴
アメリカのオーナーブリーダーであったエドワード・ライリー・ブラッドリーの所有する、アイドルアワーストックファームで生産されたサラブレッドの競走馬である。母は後に名牝系の祖となるラトロワンヌで、バイムレックが生まれた当時にはすでに全姉のブラックヘレンが活躍していた。馬名はブラッドリーの友人ジョン・ハリスのあだ名であった「Abimelech」が元で、そこから先頭のAを削って現在の馬名となった。
ウィリアム・ハーレイ調教師のもと、1939年に競走馬としてデビューした。サフォークダウンズ競馬場で迎えたデビュー戦で3馬身差の楽勝を決めると、エンパイアシティ競馬場でのアローワンス競走（下級条件戦）も軽々と勝利した。サラトガ競馬場で挑んだ初のステークス競走・サラトガスペシャルステークスでも勝ちを挙げ、ホープフルステークスこそクビ差の危うい勝利であったものの、後のフューチュリティステークスでは1馬身半、ピムリコフューチュリティでは4馬身差で勝利している。その年は無敗のまま6連勝を飾り、後に同年のアメリカ最優秀2歳牡馬として選出された。また、フリーハンデにおいても2歳ながら130ポンドの評価が与えられた。
翌年に入って、バイムレックは4月のブルーグラスステークスから始動し、ダービートライアルステークスに勝って王道クラシック路線の中心として扱われていた。本番となったケンタッキーダービーでも当然のように1番人気で、当日の前にとあるブックメーカーが提示した単勝4倍という倍率は、それまでのケンタッキーダービー史上最も低い倍率であった。
しかし、この競走を制したのはバイムレックではなく、ダービートライアルステークスで下していたはずの単勝36倍の穴馬ギャラハディオンであった。競走の中盤までずっと馬群の外を回り続けたバイムレックは消耗し、最後の直線でギャラハディオンに追い抜かれ、勝ち馬から1馬身半離された2着に敗れた。
初めての敗戦から1週間後、翌戦のプリークネスステークスでは一転して調子を取り戻し、2着ミオランドに3馬身差をつけて優勝、ギャラハディオン（3着）にも雪辱を果たした。その後ウィザーズステークス（2着）を挟んでベルモントステークスに出走、これを制して二冠を達成した。
ベルモントステークスの次に出走したアーリントンクラシックステークスで3着に入った後、次走はトラヴァーズステークスが予定されていた。しかしバイムレックの脚に異常が見られたため、その年の競走を全て取りやめて休養に当てた。後に、同年の最優秀3歳牡馬として選出されている。
翌年になって復帰を果たしたが、この頃に導入されたスターティングゲートが新たな障害となった。バイムレックはゲート入りを激しく嫌いながらも2戦をこなしたが、馬主のブラッドリーはバイムレックが暴れて怪我が再発することを恐れ、その2戦限りで彼を引退させた。

## 引退後
引退後はブラッドリーのアイドルアワーストックファームで種牡馬となった。1946年にブラッドリーが死去すると、グリーンツリースタッド、キングランチ、オグデン・フィップスによって組まれたシンジケートによって購入され、グリーンツリースタッドに移された。
生涯に30頭のステークス競走勝ち馬を出した。代表的な産駒に5歳時まで活躍し、バイムレックの産駒の中でも最も多くの賞金を稼いだ馬となったベターセルフ（1945年生・牡馬）がいる。同馬は種牡馬としても結果を出し、特にドクターフェイガー・タウィーらの母となったアスピディストラなど出して母の父として影響を残した。
このほかではフューチュリティステークス優勝馬のギロチン（1947年生・牡馬）、ホーソーンゴールドカップなどに勝ったビーフェイスフル（1942年生・牝馬）、サンタアニタダービー優勝馬のバイミーボンド（1942年生・牡馬）などがいる。後継の種牡馬も多く、いずれの系統も孫の代くらいまでは成功した。しかしその後は他のピーターパン系と同じく先細りし、現在ではその父系は残っていない。
バイムレックは自身の種牡馬成績よりも、母父としての影響が大きく、産駒の牝馬が産んだステークス競走勝ち馬は50頭にも上った。代表的なところでは、1955年のケンタッキーオークス優勝馬でネヴァーベンドの母となったレイラン（1952年生・父ジェッダ）、フューチュリティステークス優勝馬のポーターハウス（1951年生・父エンデバー）などがいる。
バイムレックは1966年7月21日、29歳という高齢からくる老衰により死亡した。その遺骸はグリーンツリースタッドの墓地に埋葬されている。後の1990年、バイムレックはアメリカ競馬名誉の殿堂博物館によって殿堂馬の1頭として選出された。

## 評価

### 主な勝鞍
※当時はグレード制未導入
1939年（2歳） 6戦6勝
サラトガスペシャルステークス、ホープフルステークス、フューチュリティステークス、ピムリコフューチュリティ
1940年（3歳） 7戦4勝
プリークネスステークス、ベルモントステークス、ブルーグラスステークス、ダービートライアルステークス
2着 - ケンタッキーダービー、ウィザーズステークス
1941年（4歳） 2戦1勝

### 年度代表馬
- 1939年 - アメリカ最優秀2歳牡馬
- 1940年 - アメリカ最優秀3歳牡馬

### 表彰
- 1990年 - アメリカ競馬名誉の殿堂博物館により、殿堂馬として選定される。
- 1999年 - ブラッド・ホース誌の選ぶ20世紀のアメリカ名馬100選において、第84位に選ばれる。

## 血統表
| バイムレックの血統（ピーターパン系（ヒムヤー系） / 5代内アウトブリード） | バイムレックの血統（ピーターパン系（ヒムヤー系） / 5代内アウトブリード） | バイムレックの血統（ピーターパン系（ヒムヤー系） / 5代内アウトブリード） | （血統表の出典）    | （血統表の出典） |
| 父 Black Toney 1911 青鹿毛 アメリカ                                      | 父の父Peter Pan 1904 鹿毛 アメリカ                                       | Commando                                                                 | Domino              | Domino           |
| 父 Black Toney 1911 青鹿毛 アメリカ                                      | 父の父Peter Pan 1904 鹿毛 アメリカ                                       | Commando                                                                 | Emma C.             |                  |
| 父 Black Toney 1911 青鹿毛 アメリカ                                      | 父の父Peter Pan 1904 鹿毛 アメリカ                                       | Cinderella                                                               | Hermit              | Hermit           |
| 父 Black Toney 1911 青鹿毛 アメリカ                                      | 父の父Peter Pan 1904 鹿毛 アメリカ                                       | Cinderella                                                               | Mazurka             |                  |
| 父 Black Toney 1911 青鹿毛 アメリカ                                      | 父の母Belgravia 1903 鹿毛 アメリカ                                       | Ben Brush                                                                | Bramble             | Bramble          |
| 父 Black Toney 1911 青鹿毛 アメリカ                                      | 父の母Belgravia 1903 鹿毛 アメリカ                                       | Ben Brush                                                                | Roseville           |                  |
| 父 Black Toney 1911 青鹿毛 アメリカ                                      | 父の母Belgravia 1903 鹿毛 アメリカ                                       | Bonnie Gal                                                               | Galopin             | Galopin          |
| 父 Black Toney 1911 青鹿毛 アメリカ                                      | 父の母Belgravia 1903 鹿毛 アメリカ                                       | Bonnie Gal                                                               | Bonnie Doon         |                  |
| 母 La Troienne 1926 鹿毛 フランス                                        | 母の父Teddy 1913 鹿毛 フランス                                           | Ajax                                                                     | Flying Fox          | Flying Fox       |
| 母 La Troienne 1926 鹿毛 フランス                                        | 母の父Teddy 1913 鹿毛 フランス                                           | Ajax                                                                     | Amie                |                  |
| 母 La Troienne 1926 鹿毛 フランス                                        | 母の父Teddy 1913 鹿毛 フランス                                           | Rondeau                                                                  | Bay Ronald          | Bay Ronald       |
| 母 La Troienne 1926 鹿毛 フランス                                        | 母の父Teddy 1913 鹿毛 フランス                                           | Rondeau                                                                  | Doremi              |                  |
| 母 La Troienne 1926 鹿毛 フランス                                        | 母の母Helene de Troie 1916 鹿毛 フランス                                 | Helicon                                                                  | Cyllene             | Cyllene          |
| 母 La Troienne 1926 鹿毛 フランス                                        | 母の母Helene de Troie 1916 鹿毛 フランス                                 | Helicon                                                                  | Vain Duchess        |                  |
| 母 La Troienne 1926 鹿毛 フランス                                        | 母の母Helene de Troie 1916 鹿毛 フランス                                 | Lady of Pedigree                                                         | St. Denis           | St. Denis        |
| 母 La Troienne 1926 鹿毛 フランス                                        | 母の母Helene de Troie 1916 鹿毛 フランス                                 | Lady of Pedigree                                                         | Doxa F-No.1-x (1-s) |                  |

## 備考
1. ↑  ブラッドリーは馬名の頭文字をBにすることを好んでおり、ブラッドリーおよびアイドルアワーストックファーム名義の競走馬には頭文字Bで始まる馬が多かった。一例にBlack HelenやBlue Larkspurがいる。